# Fonds-Verrettes
Fonds-Verrettes este o comună din arondismentul Croix-des-Bouquets, departamentul Ouest, Haiti, cu o suprafață de 275,81 km2 și o populație de 45.491 locuitori (2009).